# Svínoyar kommuna
Svínoyar kommuna is een gemeente die het gehele eiland Svínoy omvat. De gemeente omvat slechts één plaats met dezelfde naam als het eiland.